# Каккамо, Джованни
Джованни Каккамо (итал. Giovanni Caccamo; род. 8 декабря 1990, Модика) — итальянский певец и композитор. В 2015 году Джованни занял первое место среди молодых исполнителей на престижном музыкальном фестивале итальянской песни в Сан-Ремо с песней «Ritornerò da te». В 2016 году в дуэте с Деборой Юрато занял третье место на Фестивале Сан-Ремо в категории «Big» с песней «Via da qui».
Является соавтором или специально пишет для таких исполнителей, как Малика Аян, Франческа Микьелин, Эмма и многих других.

## Дискография
Студийные альбомы
- 2015 — Qui per te
- 2016 — Non siamo soli

## Туры
- 2013 — Live At Home
- 2015 — Qui per te tour
- 2015 — Non siamo soli Anteprima Tour